# Soros-párhuzamos gráf

A soros-párhuzamos gráfok soros és párhuzamos kompozíciós műveletei.

A matematika, azon belül a gráfelmélet területén a soros-párhuzamos gráfok (series-parallel graphs) két kitüntetett, terminális csúcs között két egyszerű kompozíciós művelettel rekurzívan létrehozható gráfok. Felhasználhatók a soros és párhuzamos áramkörök modellezésére.

## Definíció és terminológia
Ebben a kontextusban a gráf alatt multigráfot értünk.
A soros-párhuzamos gráfokat többféleképpen szokás definiálni; a következő definíció a David Eppstein által használt megoldást követi.
Egy két terminálú gráf (two-terminal graph, TTG) a két megkülönböztetett csúccsal, az s forrással, illetve a t nyelővel rendelkező gráf. 
Két TTG,  X és Y párhuzamos kompozíciója, Pc = Pc(X,Y) az X és Y gráfok diszjunkt uniójaként áll elő, ahol az X és Y forrásának egyesítésével áll elő a Pc forrása és az X és Y nyelőjének egyesítésével áll elő a Pc nyelője.
Két TTG,  X és Y soros kompozíciója, Sc = Sc(X,Y) az X és Y gráfok diszjunkt uniójaként áll elő, ahol X nyelőjét Y forrásával egyesítjük. Az X forrása így az Sc forrása lesz, Y nyelője pedig az Sc nyelője.
Egy két terminálos soros-párhuzamos gráf (two-terminal series-parallel graph, TTSPG) olyan gráf, ami előállítható a soros, illetve párhuzamos kompozíciók sorozatával, ha a kiindulási gráfok az egy élből álló K2, kijelölt terminálokkal ellátott egyetlen élből álló gráf kópiái.
Definíció 1. Végül, egy gráfot akkor nevezünk soros-párhuzamos gráfnak (sp-gráf), ha az egy TTSPG, melynek 1-1 csúcsát forrásnak, illetve nyelőnek tekintjük.
Hasonló módon lehet definiálni az irányított soros-párhuzamos gráfokat, melyek egyetlen irányított élből álló gráfokból konstruálhatók, ahol az irányított élek a forrástól a nyelő felé mutatnak.

### Alternatív definíció
A következő definíció ugyanezt a gráfcsaládot határozza meg.
Definíció 2. Egy gráf sp-gráf, ha előállítható belőle a K2 a következő műveletek egy sorozatával:
- Két párhuzamos él cseréje a közös végpontokat összekötő egyetlen éllel
- Egy 2 fokszámú csúcsra (az s és t kivételével) illeszkedő élpár cseréje egyetlen élre.

## Tulajdonságok
A soros-párhuzamos gráfok faszélessége legfeljebb 2, és elágazás-felbontásának minimális szélessége (branchwidth) szintén legfeljebb 2. Valóban, egy gráf faszélessége pontosan akkor legfeljebb 2, ha elágazás-felbontásának minimális szélessége legfeljebb 2, ami pedig akkor áll fenn, ha minden kétszeresen összefüggő komponense soros-párhuzamos gráf. A maximális soros-párhuzamos gráfok, melyekhez nem adható hozzá új él a soros-párhuzamos tulajdonság elrontása nélkül, éppen a 2-fák.
A soros-párhuzamos gráfok jellemezhetők úgy, mint a gráfok, melyek nem tartalmaznak a K4 teljes gráffal homeomorf részgráfot.
A soros-párhuzamos gráfok jellemezhetők fülfelbontásaik segítségével is.

## Soros-párhuzamos gráfokkal kapcsolatos kutatások
A soros-párhuzamos gráfok lineáris időben felismerhetők és lineáris időben a soros-párhuzamos felbontásuk is előállítható.
Amellett, hogy elektromos áramkörök egy fajtájának modelljét adják, ezek a gráfok a számítási bonyolultságelmélet érdeklődésére is számot tartanak, mivel számos általános gráfprobléma lineáris időben megoldható rajtuk, köztük a maximális párosítás, a maximális elemszámú független halmaz, a minimális domináló halmaz és a Hamilton-körré kiegészítés megkeresése. Ezek egy része általános gráfokra NP-teljes nehézség. A megoldás arra a tényre alapoz, hogy ha két soros-párhuzamos gráfra ismert ezeknek a problémáknak a megoldása, akkor gyorsan megtalálható a két gráf soros, illetve párhuzamos kompozícióira is.
A soros-párhuzamos hálózatok problémája olyan leszámlálási probléma, ami adott számú élen létrehozható soros-párhuzamos gráfok számára kérdez rá.

## Általánosítása
Az általánosított soros-párhuzamos gráfok (GSP-graphs) a soros-párhuzamos gráfok kiterjesztései, melyek megtartják az említett problémákra vonatkozó algoritmikus hatékonyságot. A GSP-gráfok közé tartoznak a soros-párhuzamos gráfok mellett a külsíkgráfok is.
A GSP-gráfok meghatározhatók a Definíció 2 egy harmadik művelettel való kiegészítésével, ez az 1. fokú, „lógó” csúcsok törlése. 
Egy SPQR-fa tetszőleges 2-összefüggő gráf esetén definiálható fastruktúra. Rendelkezik a soros-párhuzamos gráfok soros kompozíció műveletének megfelelő S csúcsokkal, a párhuzamos kompozíció műveletének megfelelő P csúcsokkal, és a kompozíciós műveletekkel nem összefüggő R csúcsokkal. Egy 2-összefüggő gráf pontosan akkor soros-párhuzamos gráf, ha SPQR-fájában nem találhatók R csúcsok.

## Fordítás
- Ez a szócikk részben vagy egészben a Series-parallel graph című angol Wikipédia-szócikk ezen változatának fordításán alapul.  Az eredeti cikk szerkesztőit annak laptörténete sorolja fel. Ez a jelzés csupán a megfogalmazás eredetét és a szerzői jogokat jelzi, nem szolgál a cikkben szereplő információk forrásmegjelöléseként.